# Fotogramas de Plata 1953
El lliurament del 4t Premi Fotogramas de Plata (conegut oficialment com a Placa San Juan Bosco), corresponent a l'any 1953 lliurat per la revista espanyola especialitzada en cinema Fotogramas que atorgava el premi al "millor intèrpret de cinema espanyol que hagi demostrat amb propietat un paper de destacats valors morals, va tenir lloc el 31 de gener de 1954, diada de Sant Joan Bosco, a la residència de la família Nadal-Rodó, propietària de la revista, a la ronda de Sant Pere de Barcelona).

## Candidatures

### Millor intèrpret de cinema espanyol
| Intèrpret       | Pel·lícula        | Resultat  |
| --------------- | ----------------- | --------- |
| Francisco Rabal | La guerra de Dios | Guanyador |